# Blaesheim
Blaesheim – miejscowość i gmina we Francji, w regionie Grand Est, w departamencie Dolny Ren.
Miejscowość jest zamieszkiwana przez 1301 mieszkańców.

## Historia
Teren, na którym leży Blaesheim, był zasiedlony już ok. 6000-4000 roku p.n.e. Pierwsza wzmianka o miejscowości pochodzi z 1050 roku n.e., miejscowość wymieniana jest jako Bladensheim; dokument ten świadczy o przynależności wsi do opactwa w Hohenburgu. Ok. 1100 roku na wzniesieniu  Gloeckelsberg wybudowano wspólny kościół dla wsi Blaesheim, Geispolsheim, Entzheim, Innenheim i dwóch innych, nieistniejących obecnie osad. Od 1366 miejscowość znajdowała się pod opieką Groshansa de Rosheima. W 1425 połowa wsi została wykupiona przez Ulricha Bocka, a po 4 latach przejął on władzę w całej miejscowości – Blaesheim należał do rodziny Bocków aż do rewolucji francuskiej. Z roku 1600 pochodzi pierwsza wzmianka o wiejskiej szkole. W 1674, podczas bitwy pod Enzheim, kościół w Blaesheimie służył jako szpital polowy. Wiosną 1789 sporządzono listę zażaleń, w których mieszkańcy skarżyli się na ciążące nad nimi podatki. W sierpniu tegoż roku protestowano przeciwko dziesięcinie na rzecz kapituły św. Leonarda w Strasburgu. W 1791 zmarł ostatni zarządca wsi z rodu Von Bocków. Podczas wojny francusko-austriackiej w latach 1792-1795 piętnaście osób z Blaesheimu zgłosiło się do armii francuskiej. Kilkukrotnie rekwirowano zasoby żywności, a w kościele zakazano odprawiania nabożeństw. W 1806 rozebrano stary zamek we wsi. Podczas epidemii tyfusu w 1812 zmarło 12 osób. W 1830 rozebrano nawę kościoła, 11 lat później zachowaną wieżę uznano za zabytek. W 1834 wzniesiono budynek ratusza, do jego budowy użyto kolumn z rozebranej świątyni. W 1868 wybudowano szkołę podstawową, a w 1874 otwarto przedszkole. Podczas I wojny światowej wielu mieszkańców wsi zaciągnięto do Armii Cesarstwa Niemieckiego, z czego 22 nie wróciło po zakończeniu starć. W 1930 uruchomiono linię tramwajową ze Strasburga do Ottrottu, przechodzącą przez Blaesheim. Na początku II wojny światowej zarekwirowano konie i zaprzęgi, a we wsi stacjonowało od 600 do 700 żołnierzy francuskich. W czerwcu 1940 miejscowość znalazła się pod niemiecką okupacją, a wielu mężczyzn wcielono do Wehrmachtu i skierowano do walki ze Związkiem Sowieckim, 16 mieszkańców nie wróciło po wojnie. W 1955 zlikwidowano linię tramwajową i zastąpiono ją autobusową. W latach 1970–1972 wykonano kanalizację. Dwukrotnie, w 1977 i 1981, w Blaesheimie spotkali się prezydent Francji Valéry Giscard d’Estaing i kanclerz RFN Helmut Schmidt. 31 stycznia 2001 odbyło się tu spotkanie prezydenta Jacquesa Chiraca z kanclerzem Gerhardem Schröderem.

## Zabytki
- Wieża kościoła z XI-XII wieku, zwana tour du Gloeckelsberg[4],
- kościół ewangelicki, wzniesiony w 1762[5],
- ratusz z 1834[2].

## Galeria

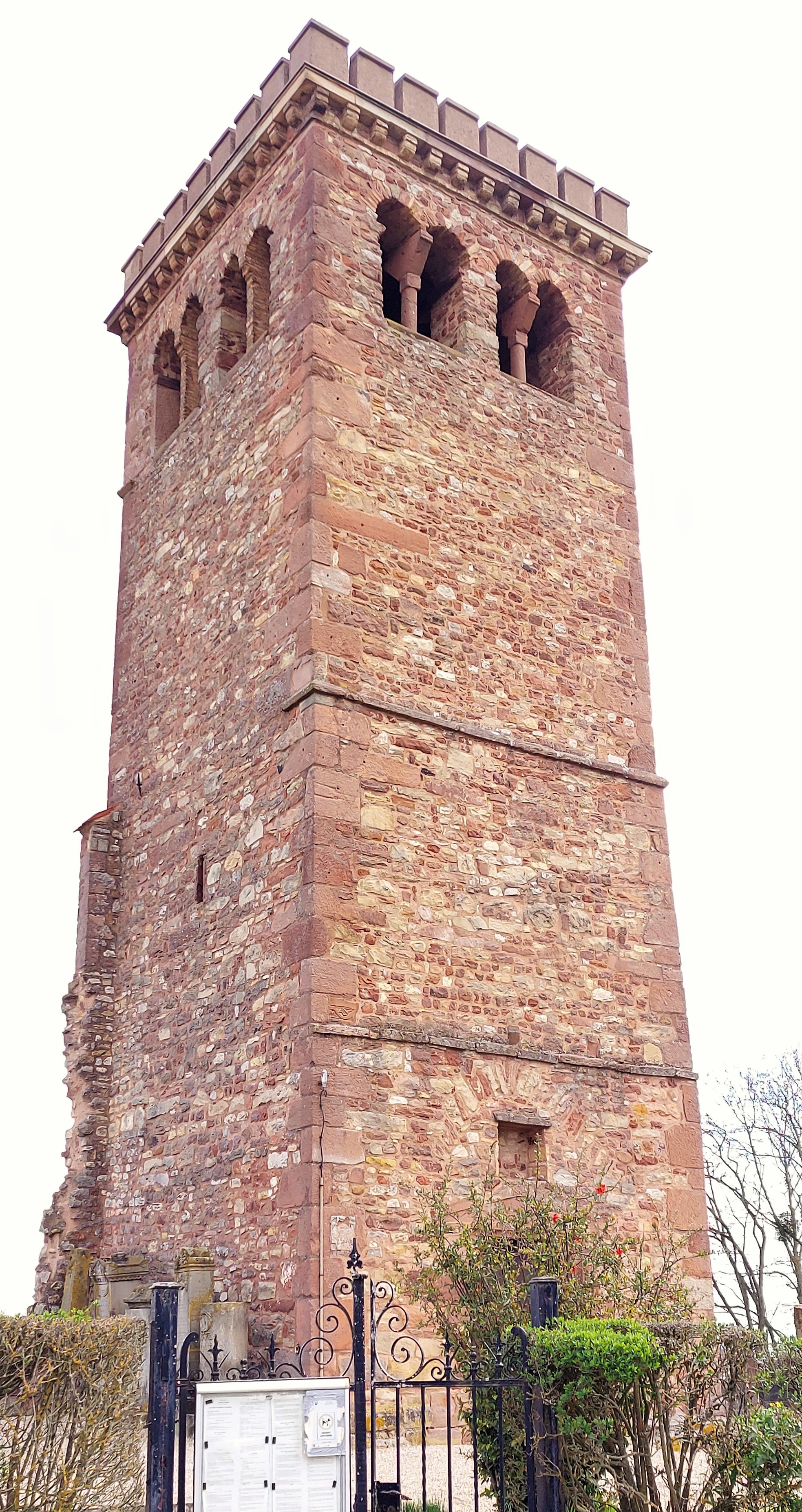
Wieża dawnego kościoła
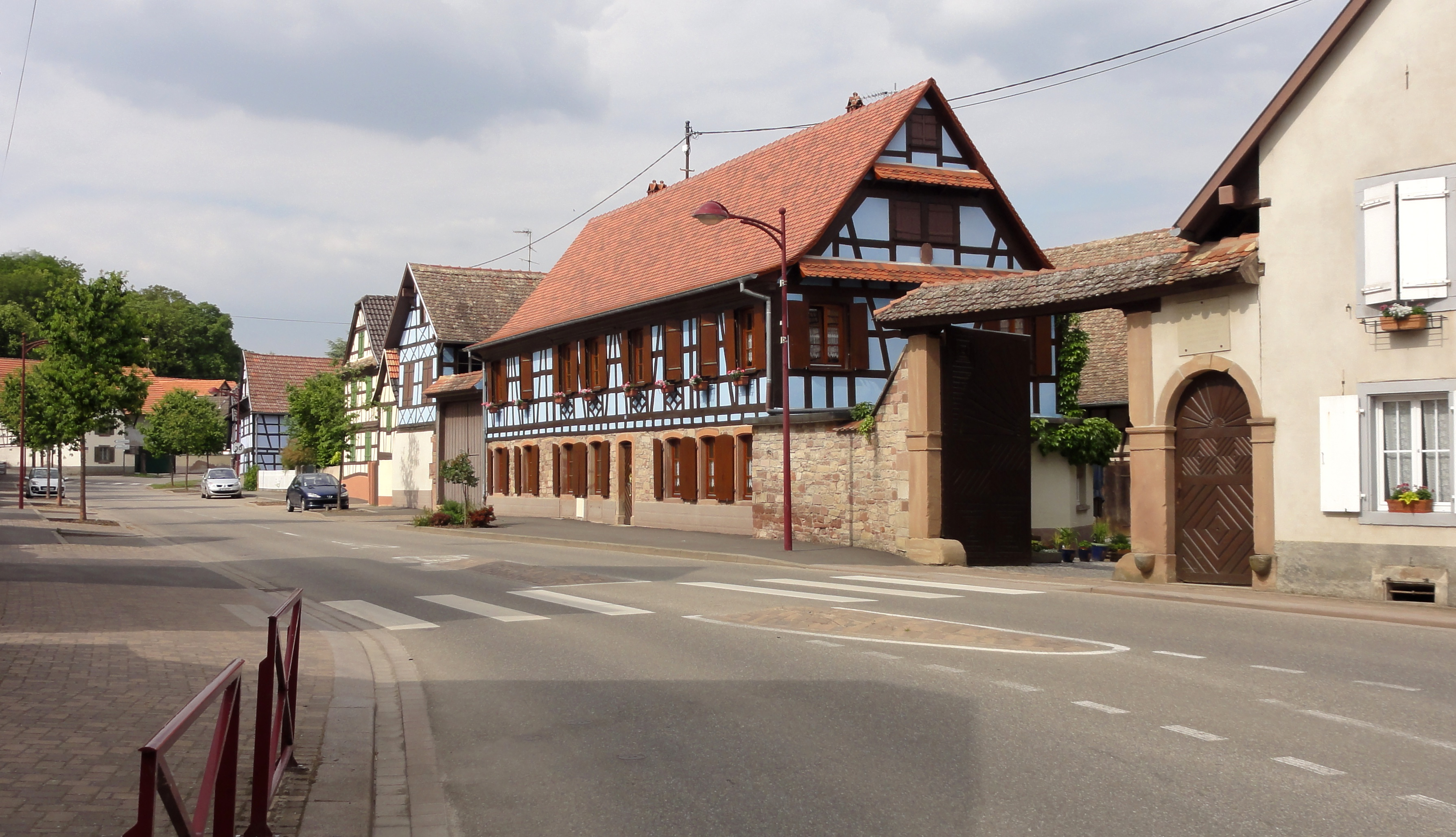
Zabudowa wsi
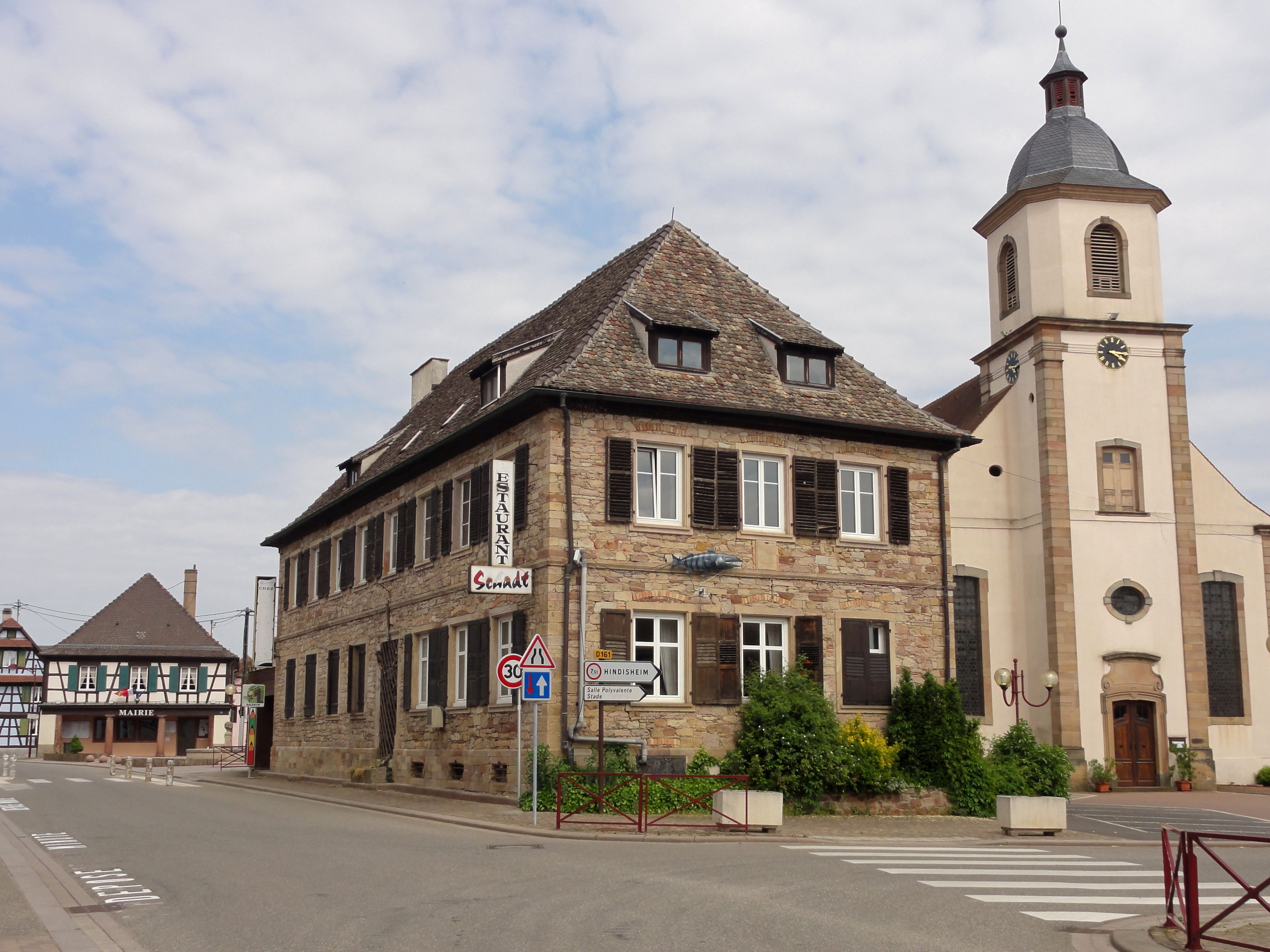
Centralna część miejscowości, po prawej kościół, w tle po lewej ratusz z 1834
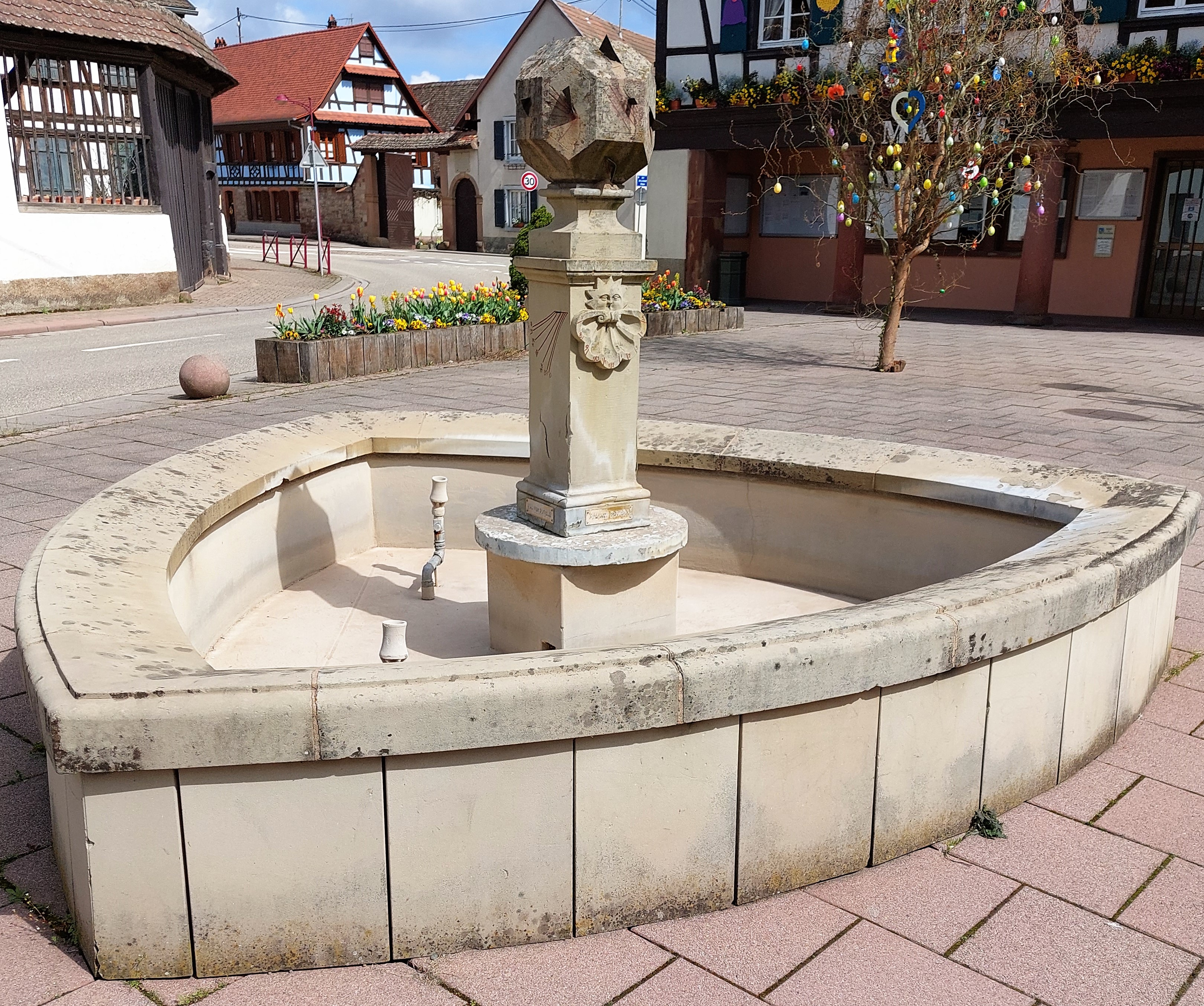
Fontanna